# Sedriano
Sedriano is een gemeente in de Italiaanse metropolitane stad Milaan (regio Lombardije) en telt 10.744 inwoners (31-12-2004). De oppervlakte bedraagt 7,9 km², de bevolkingsdichtheid is 1447 inwoners per km².
De volgende frazioni maken deel uit van de gemeente: Roveda.

## Demografie
Sedriano telt ongeveer 4303 huishoudens. Het aantal inwoners steeg in de periode 1991-2001 met 15,6% volgens cijfers uit de tienjaarlijkse volkstellingen van ISTAT.
| Jaar | Inwoneraantal |
| ---- | ------------- |
| 1991 | 8823          |
| 2001 | 10.197        |

## Geografie
De gemeente ligt op ongeveer 145 m boven zeeniveau.
Sedriano grenst aan de volgende gemeenten: Vanzago, Pregnana Milanese, Arluno, Bareggio, Vittuone, Cisliano.